# Comité Paralímpico Feroés
El Comité Paralímpico Feroés es el comité paralímpico nacional que representa a las Islas Feroe. Esta organización es la responsable de las actividades deportivas paralímpicas en el país. Es miembro del Comité Paralímpico Internacional y del Comité Paralímpico Europeo.